# Daan Schuurmans
Daniël Adrianus Augustinus (Daan) Schuurmans (Rotterdam, 24 januari 1972) is een Nederlands acteur.

## Studie
Al op de basisschool was Schuurmans op het toneel te vinden, al wilde hij journalist, correspondent worden, net als zijn vader, die bij de Haagsche Courant en Nieuwsblad van het Noorden en af en toe bij Brandpunt werkte. Na de middelbare school waarbij ook toneel gespeeld werd (onder andere met levensvriend Mick van Wely), studeerde hij tussen 1992 en 1995 aan de Toneelacademie Maastricht. Daarna volgde hij de acteursopleiding aan de Toneelschool Amsterdam (1995-1997) die hij heeft afgerond.  In 1999 kwam de serie Westenwind op zijn pad op een moment dat net zijn vader Ton Schuurmans was overleden. Schuurmans pakte in die jaren alles aan wat maar aangeboden werd; pas in de 21e eeuw “op later leeftijd” kwam hij onder regie van echtgenote Van Doesburgh, regisseuse Ineke Houtman en agent Vanessa Henneman tot een rustiger levensbeeld. Niet alles moest meer; hij moest er ook van gaan genieten.

## Privé
Daan Schuurmans had 6 jaar een relatie met actrice Jennifer Hoffman, van 2000 tot en met 2006. Daan Schuurmans verliet Jennifer Hofmann voor actrice Bracha van Doesburgh met wie hij in 2011 trouwde; zij hebben drie kinderen en wonen in 2024 in Haarlem.

## Prijzen
| Jaar | Prijs                 | Categorie/Productie                                         |
| ---- | --------------------- | ----------------------------------------------------------- |
| 2002 | Beste acteur en idool | Hitkrant                                                    |
| 2003 | Icarus award          | filmfestival van Berlijn                                    |
| 2010 | Beeld en Geluid Award | Beste acteur in Bernhard, schavuit van Oranje en Annie M.G. |

## Nominaties
| Jaar | Prijs           | Categorie                | Productie          |
| ---- | --------------- | ------------------------ | ------------------ |
| 2010 | Rembrandt Award | Beste Nederlandse Acteur | Terug naar de kust |

## Televisie en film
| Film      | Film                                      | Film                               | Film             |
| Jaar      | Productie                                 | Rol                                | Opmerkingen      |
| --------- | ----------------------------------------- | ---------------------------------- | ---------------- |
| 1997      | Jewish Boxing                             | Todd                               | hoofdrol         |
| 1999      | Dropouts                                  | hotelreceptionist                  | bijrol           |
| 1999      | The Delivery                              | man met telefoon                   | bijrol           |
| 2000      | Harakiri                                  | operator                           | hoofdrol         |
| 2001      | Costa!                                    | Rens                               | hoofdrol         |
| 2002      | Volle Maan                                | Ties                               | hoofdrol         |
| 2002      | Barry H.                                  | Barry                              | hoofdrol         |
| 2003      | Polleke                                   | Spiek                              | hoofdrol         |
| 2003      | So Be It                                  | dealer                             | bijrol           |
| 2003      | Phileine zegt sorry                       | Dylan                              | bijrol           |
| 2003      | Pipo en de p-p-parelridder                | parelridder Didero van Donderstein | hoofdrol         |
| 2004      | Snowfever                                 | Ryan                               | hoofdrol         |
| 2004      | Floris                                    | Van Rossum jr.                     | hoofdrol         |
| 2005      | Deuce Bigalow: European Gigolo            | Belgische gigolo                   | bijrol           |
| 2005      | Wereld van stilstand                      | Max                                | hoofdrol         |
| 2005      | Knetter                                   | Cees                               | hoofdrol         |
| 2007      | Alles is Liefde                           | Kees Tromp & Mittchell             | hoofdrol         |
| 2008      | Brief voor de koning                      | Grijze Ridder Bendoe               | hoofdrol         |
| 2009      | Terug naar de kust                        | Geert                              | hoofdrol         |
| 2010      | Tulpen aus Amsterdam                      | Ed Verkerk                         | hoofdrol         |
| 2010      | Briefgeheim                               | Koen Vels                          | hoofdrol         |
| 2010      | De maan is kapot                          | vader                              | hoofdrol         |
| 2010      | Het Geheim                                | Hans Smid                          | hoofdrol         |
| 2011      | De Bende van Oss                          | wachtmeester Roelofse              | hoofdrol         |
| 2012      | Bellicher: Cel                            | Michael Bellicher                  | hoofdrol         |
| 2013      | Het Diner                                 | Serge                              | hoofdrol         |
| 2013      | Mannenharten                              | Tim                                | hoofdrol         |
| 2013      | Finn                                      | Finns vader                        | hoofdrol         |
| 2015      | De Reünie                                 | Olaf                               | hoofdrol         |
| 2015      | Mannenharten 2                            | Tim                                | hoofdrol         |
| 2016      | De held                                   | Anton Raaymakers                   | hoofdrol         |
| 2016      | Soof 2                                    | dierenarts Thomas                  | bijrol           |
| 2017      | Paddington 2                              | Phoenix Buchanan                   | nasynchronisatie |
| 2018      | Heer & Meester                            | Valentijn Rixtus Bentinck          | hoofdrol         |
| 2019      | Adults in the Room                        | Jeroen                             | hoofdrol         |
| 2024      | Het boek van alle dingen                  | Vader                              | hoofdrol         |
| Televisie |                                           |                                    |                  |
| Jaar      | Productie                                 | Rol                                | Opmerkingen      |
| 1995      | Oppassen!!!                               | Hans Voldert                       | gastrol          |
| 1996      | 12 steden, 13 ongelukken                  | Bas                                | gastrol          |
| 1997      | Fort Alpha                                | Lars Agterberg                     | hoofdrol         |
| 1998-2000 | Toen was geluk heel gewoon                | Adri de Greef                      | bijrol           |
| 1999      | Ben zo terug                              |                                    | gastrol          |
| 1999-2003 | Westenwind                                | Anton Noordermeer                  | hoofdrol         |
| 2001      | De acteurs                                | Huub                               | hoofdrol         |
| 2001      | Baantjer                                  | Marcel Bakker                      | gastrol          |
| 2001      | Dok 12                                    | Piet                               | gastrol          |
| 2001-2004 | Rozengeur & Wodka Lime                    | Frank Boersma                      | hoofdrol         |
| 2001-2005 | Costa!                                    | Rens/Camiel                        | hoofdrol         |
| 2005-2008 | Keyzer & De Boer Advocaten                | Maarten Lommen                     | hoofdrol         |
| 2007      | Voor de rest van je leven                 | zichzelf                           | presentator      |
| 2010      | Bernhard, schavuit van Oranje             | Bernhard zur Lippe-Biesterfeld     | hoofdrol         |
| 2010      | Annie M.G.                                | Flip van Duyn                      | hoofdrol         |
| 2010-2013 | Bellicher; de Macht van meneer Miller     | Michael Bellicher                  | hoofdrol         |
| 2015      | Crossing Lines                            | Joep Mees                          | gastrol          |
| 2014-2016 | Heer & Meester                            | Valentijn Rixtus Bentinck          | hoofdrol         |
| 2014-2019 | Nieuwe buren                              | Peter Nijhoff                      | hoofdrol         |
| 2016      | De Maatschap                              | Theo Meyer                         | hoofdrol         |
| 2017      | Sinterklaasjournaal                       | vader                              | gastrol afl. 7   |
| 2018      | Ik weet wie je bent                       | Daniël Elias                       | hoofdrol         |
| 2018-2020 | Mocro Maffia                              | Rein de Waard                      | hoofdrol         |
| 2020      | Vliegende Hollanders                      | Albert Plesman                     | hoofdrol         |
| 2022      | Het verhaal van Nederland                 | presentator/verteller              | hoofdrol         |
| 2022      | Five Live                                 | Flip de Koning                     | hoofdrol         |
| 2023      | Verborgen verleden                        | zichzelf                           |                  |
| 2024      | Het verhaal van Nederland - Oranje Nassau | presentator/verteller              | hoofdrol         |
| 2025      | Het verhaal van Nederland - Amsterdam     | presentator/verteller              | hoofdrol         |

## Theater
| Jaar | Productie              | Rol                                             | Producent              |
| ---- | ---------------------- | ----------------------------------------------- | ---------------------- |
| 1997 | Hamlet                 | Reynaldo                                        | De Trust               |
| 2006 | Petits Crimes          | Jules                                           | Egmond Theater         |
| 2007 | Closer                 | Dan                                             | Het Nationale Toneel   |
| 2010 | Ko! (over Ko van Dijk) | Peter Jan                                       | Stichting Beeldenstorm |
| 2011 | Expats                 | Mark                                            | Het Toneel Speelt      |
| 2012 | Gijsbrecht van Amstel  | Arend van Amstel en de portier van het klooster | Het Toneel Speelt      |
| 2012 | King Lear              | Edmond                                          | Het Toneel Speelt      |
| 2016 | Demonen                | Frank                                           | Toneelgroep Oostpool   |

## Singles
| Single met eventuele hitnotering(en) in de Nederlandse Top 40 | Datum van verschijnen | Datum van binnenkomst | Hoogste positie | Aantal weken | Opmerkingen                                  |
| ------------------------------------------------------------- | --------------------- | --------------------- | --------------- | ------------ | -------------------------------------------- |
| Denk aan mij                                                  | 19-10-2002            | 26-10-2002            | 13              | 9            | #8 in de Mega Top 100; soundtrack Volle Maan |